# Riann Steele
Riann Steele est une actrice britannique.

## Biographie
Après avoir étudié dans la Arts Educational Schools à Londres, elle est apparue dans diverses productions de la Royal Shakespeare Company, incluant Hamlet (y compris sa suite BBC, adaptation cinématographique en 2009) aux côtés de David Tennant. 
Son premier rôle du long métrage fut en 2010, dans Treacle Jr . 
En 2012, elle interprète Shaks dans le film Sket et elle joue dans Doctor Who en tant que la Reine Néfertiti.

## Filmographie

### Cinéma
- 2010 : Treacle Jr. : Linda
- 2011 : 360 : Waitress
- 2011 : Sket : Shaks
- 2013 : Capitaine Phillips : US Maritime Bernetti (non crédité)
- 2013 : Soirée filles : Paige
- 2016 : One Crazy Thing : Chloe Grainger

### Télévision

#### Séries télévisées
- 2009-2010 : Holby City : Lauren Minster
- 2010 : Pete Versus Life
- 2011 : Meurtres au paradis : Abigail Lightfoot
- 2012 : Cop Out : Sonia
- 2012 : Doctor Who : Reine Néfertiti
- 2012 : Sadie J : Daisy
- 2013 : In the Flesh : Lisa Lancaster
- 2013 : Life of Crime : Paula Merris
- 2013 : Misfits : Naomi
- 2013 : Tunnel : Kelly
- 2014 : Casualty : Marnie Roscoe
- 2014-2016 : Lovesick : Cleo
- 2014 : Scrotal Recall[1] : Cleo
- 2015 : Critical : Clover
- 2016 : Affordable NYC : Ermengarde Beauregarde
- 2016 : Crazyhead : Suzanne
- 2017 : The Blacklist : Anna Cartwright
- 2017 : Turn: Washington's Spies : Lola
- 2017 : Crazy Face[2] - Suzanne
- 2021 : Débris : Finola Jones, un agent du MI6.

#### Téléfilms
- 2009 : Hamlet : Lady-in-waiting